# Чемпионат Беларуси по шашечной композиции 1992
Чемпионат Белоруссии по шашечной композиции 1992 года, оригинальное название — Второй этап VI чемпионата Беларуси по шашечной композиции — национальное спортивное соревнование по шашечной композиции. Организатор — комиссия по композиции Белорусской Федерации Шашек.

## О турнире
Начиная с 1991 года, белорусские чемпионаты стали проводиться раз в два года, при этом разделив соревнования по русским и международным шашкам на ежегодные этапы чемпионата. Суммирования очков этапов не производилось. Таким образом, в VI чемпионате Беларуси по шашечной композиции на 1-м этапе в 1991-м году соревновались в русские шашки, а на следующий год, в 1992-м, на 2-м этапе — в международные.
Соревнования проводились в 4 дисциплинах: миниатюры, проблемы, задачи, этюды.
12 разыгрываемых медалей выиграли 10 спортсменов. Лишь двоим участникам удалось выиграть по две медали: Пётр Шклудов — два серебра, завоеванные в миниатюрах-100 и проблемах-100 и Леонид Витошкин — две бронзы в миниатюрах-100 и этюдах-100.

## Спортивные результаты
Миниатюры-100.
 Вадим Булат — 27,0.  Пётр Шклудов — 23,5.  Леонид Витошкин — 22,5. 4. Борис Иванов — 20,0. 5. Григорий Кравцов — 19,0. 6. Иван Навроцкий — 17,0. 7. Алексей Акулич — 15,0. 8. Николай Вергейчик — 10,5. 9. Виктор Шульга — 9,5. 10. Дмитрий Сухоруков — 8,0.
Проблемы-100.
 Владимир Малашенко — 30,5.  Пётр Шклудов — 29,5.  Виктор Шульга — 29,0. 4. Николай Вергейчик — 26,5. 5. Леонид Витошкин — 26,25. 6. Алексей Акулич — 26,0. 7. Иван Навроцкий — 26,0. 8. Григорий Кравцов — 25,5. 9. Вадим Булат — 21,5. 10. Борис Иванов — 24,0.
Этюды-100.
 Василий Тельпук — 23,5.  Криштоф Малашкевич — 13,0.  Леонид Витошкин — 11,0. 4. Иван Навроцкий — 10,5. 5. Виктор Шульга — 9,5. 6. Борис Иванов — 4,0.
Задачи-100.
 Анатолий Шабалин — 26,0.  Александр Шурпин — 20,0.  Борис Иванов — 18,25. 4. Константин Тарасевич — 17,0. 5. Николай Бобровник — 9,0. 6. Алексей Акулич — 8,5. 7. Пётр Матус — 6,5. 8. Владимир Сухоруков — 4,25.